# Lindsaea schizoloma
Lindsaea schizoloma là một loài dương xỉ trong họ Lindsaeaceae. Loài này được Ettingsh. mô tả khoa học đầu tiên năm 1865.
Danh pháp khoa học của loài này chưa được làm sáng tỏ. 